# 江国栋 (1909年)
江国栋（1909年—1989年），男，江苏阜宁人，中华人民共和国政治人物，曾任山东省水利厅厅长，山东省政协副主席。